# Bovel
Bovel (tiếng Breton: Bovel, Gallo: Bovèu) là một xã của tỉnh Ille-et-Vilaine, thuộc vùng Bretagne, miền tây bắc nước Pháp.

## Dân số
Người dân ở Bovel được gọi là Bovellois.